# جورج مورا
جورج مورا (بالإنجليزية: Georges Mora)‏ هو تاجر أعمال فنية أسترالي، ولد في 1913 في لايبزيغ في ألمانيا، وتوفي في 1992 في ملبورن في أستراليا.